# Вилья-Уидобро
Вилья-Уидобро (исп. Villa Huidobro) — город и муниципалитет в департаменте Хенераль-Рока провинции Кордова (Аргентина), административный центр департамента.

## История
Изначально здесь находилась ферма Каньядо-Верде. В 1890 году здесь появилась железнодорожная станция, и за счёт переселенцев из Испании и Италии стал расти городок, также получивший название Каньядо-Верде. В 1907 году указом правительства провинции был образован муниципалитет, который получил название в честь генерала Хосе Руиса Уидобро, командовавшего центральной колонной в ходе кампании Росаса в пустыне; город также был переименован в Вилья-Уидобро.
В 1928 году Вилья-Уидобро стал первым городом в Латинской Америке, избравшим в мэры коммуниста — Хосе Ольмедо. Однако он пробыл у власти недолго и вскоре скончался — по официальной версии, «от сердечного приступа».